# Kinosternon angustipons
Espèce
Statut de conservation UICN

 VU B1+2c : Vulnérable
Kinosternon angustipons est une espèce de tortues de la famille des Kinosternidae.

## Répartition
Cette espèce est endémique d'Amérique centrale. Elle se rencontre au Costa Rica, au Nicaragua et à Panama.

## Publication originale
- Legler, 1965 : A new species of turtle, genus Kinosternon, from Central America.  University of Kansas Publications of the Museum of Natural History, vol. 15, no 13, p. 617–625 (texte intégral).